# Chùa Huê Nghiêm

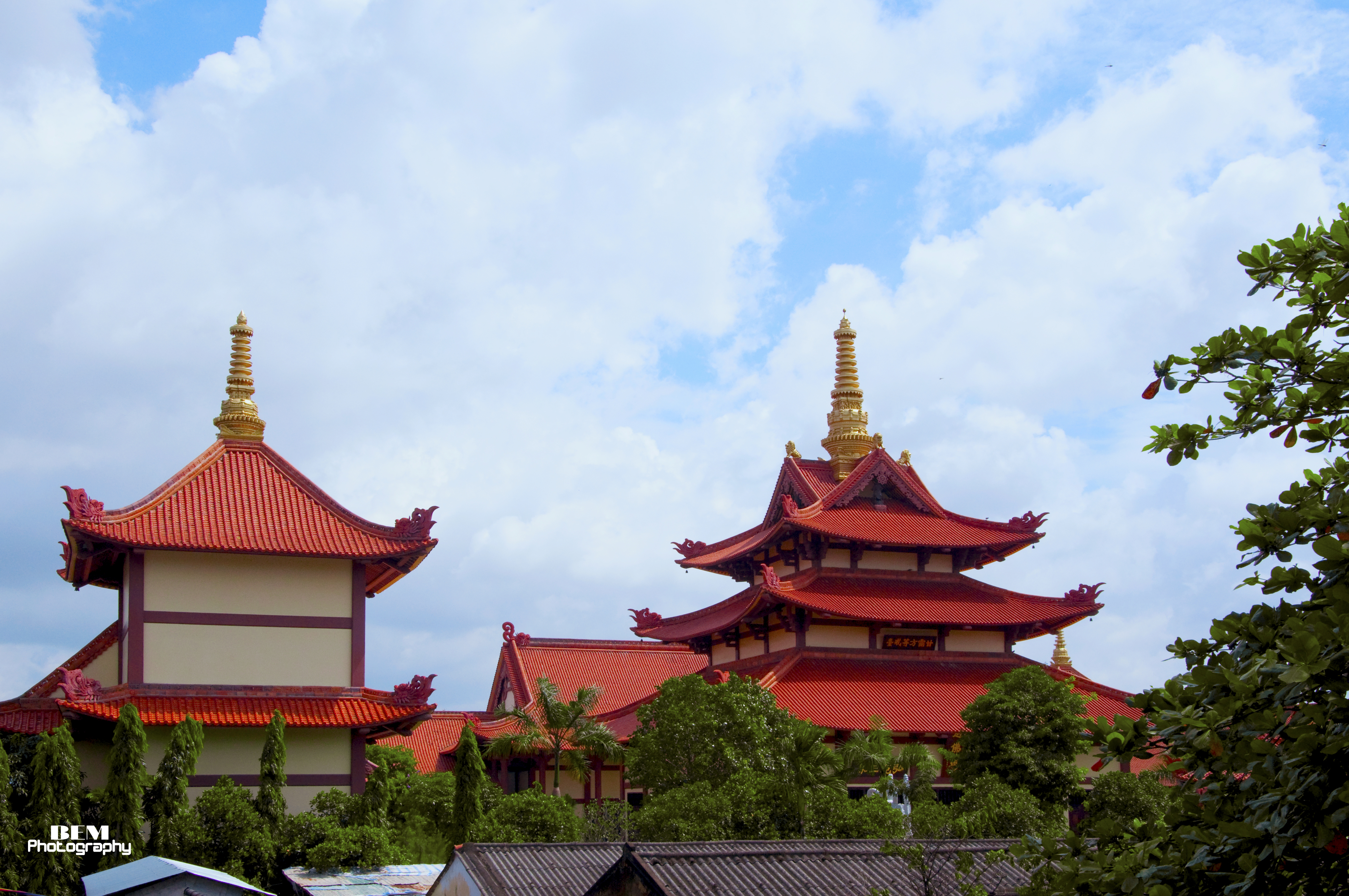
Chùa Huê Nghiêm

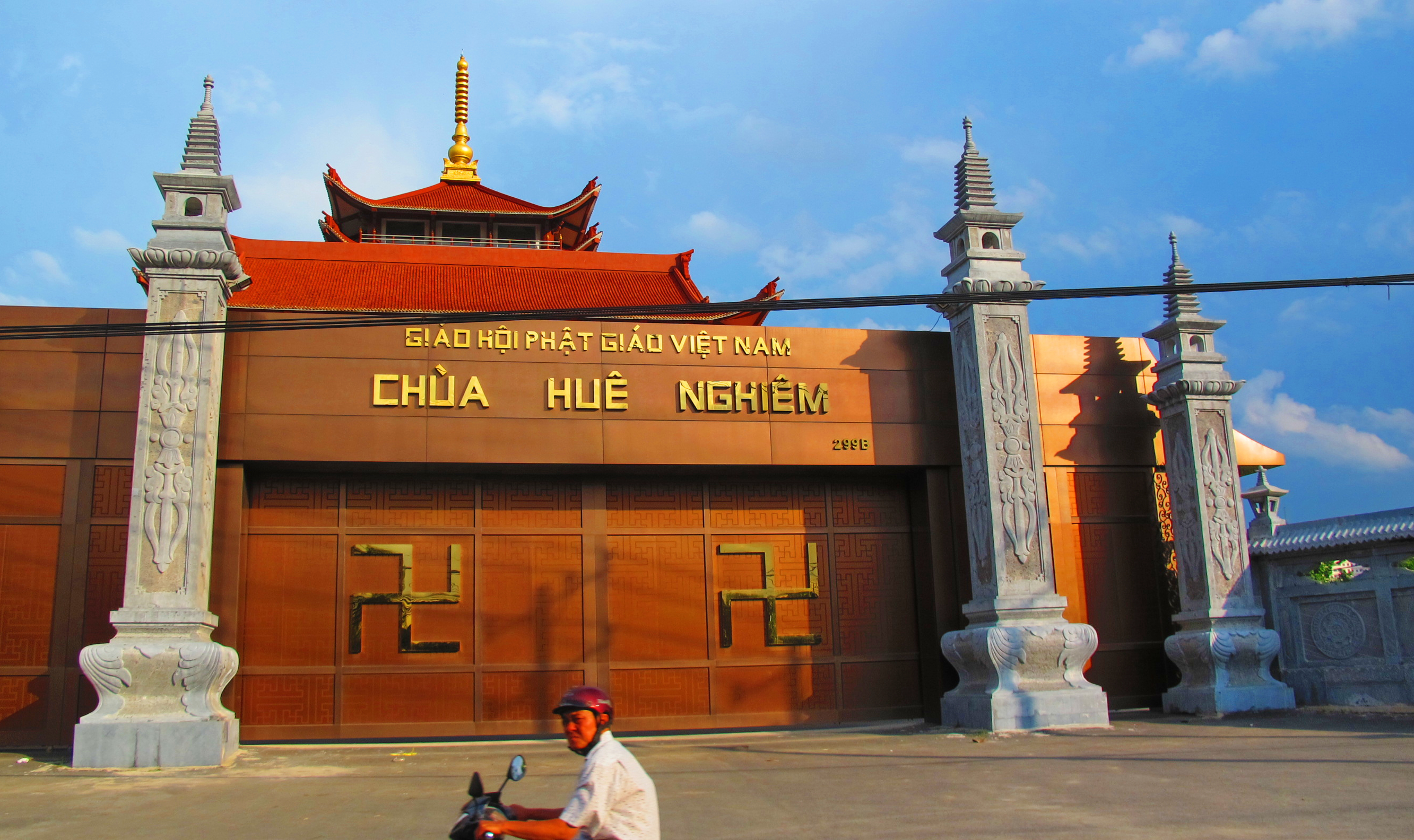

Chùa Huê Nghiêm (華嚴寺) hay chùa Huê Nghiêm 2 tọa lạc tại số 299B, Lương Định Của, phường An Khánh, Thành phố Thủ Đức, TP.HCM, thuộc hệ phái Bắc tông. Hòa thượng viện chủ chùa Huê Nghiêm là Hòa thượng Pháp chủ Thích Trí Quảng. Hiện nay trụ trì chùa là Hòa thượng Thích Lệ Trang.

## Lịch sử

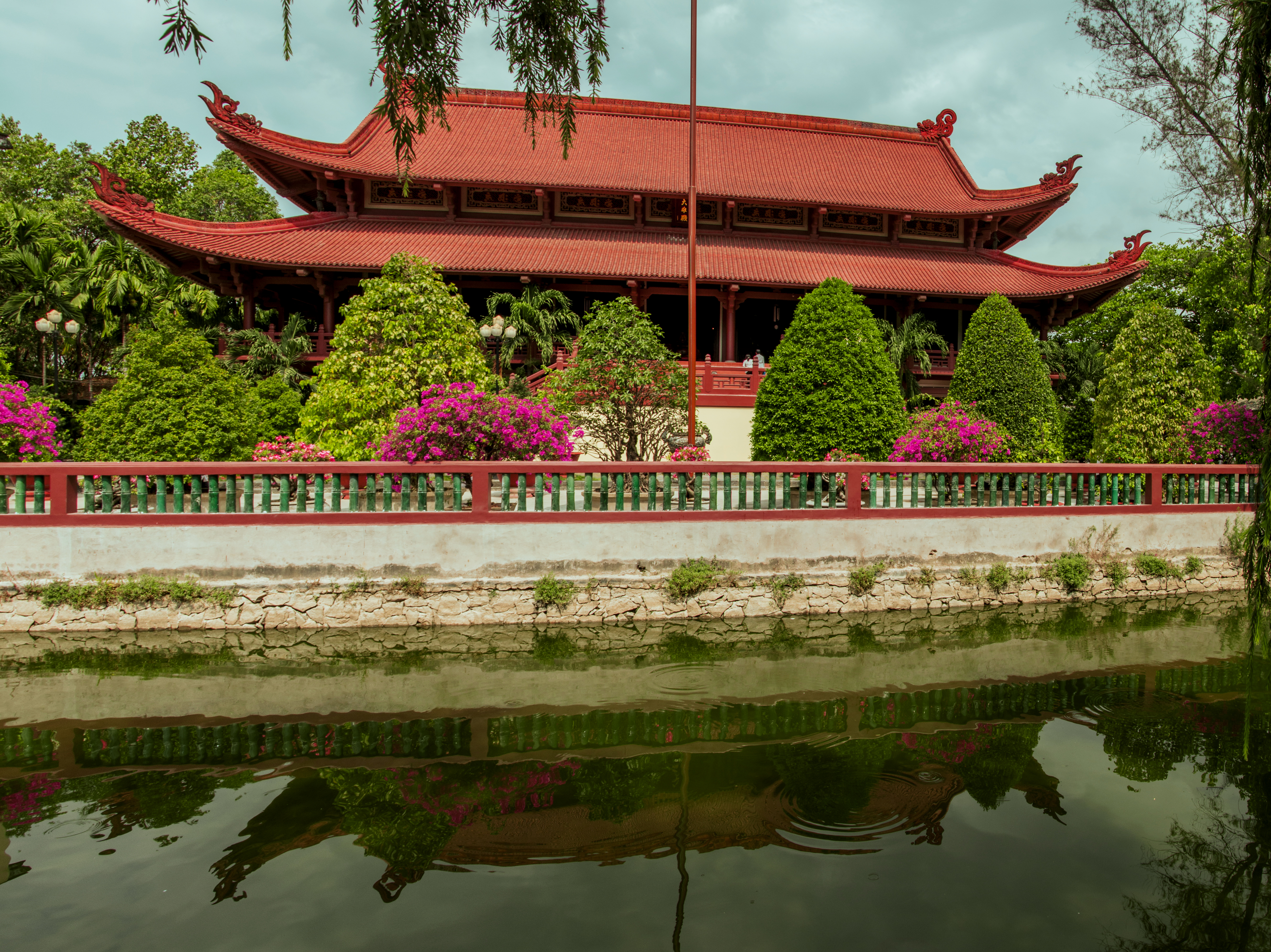

Đất chùa ngày nay do Hòa thượng Thích Hồng Tín tạo mãi cho tổ đình Huê Nghiêm, Thủ Đức từ năm 1899. Trước đây, phần đất này dùng để sản xuất lúa gạo cho tổ đình. Sau năm 1975, Hòa thượng Thích Trí Quảng đã cho dựng thảo am, rồi xây chùa Huê Nghiêm 2 để tăng chúng và Phật tử có chỗ nghỉ ngơi, tu học. Năm 1998, chùa Huê Nghiêm 2 được chính thức công nhận.

## Kiến trúc
Trên một diện tích khoảng 2 ha, Hòa thượng viện chủ Thích Trí Quảng đã xây dựng một ngôi chùa vườn, mang nét đẹp thanh nhã. Ngôi chánh điện tôn trí chư Phật, Bồ tát bằng gỗ quý: Đức Phật Tỳ Lô Giá Na, Bồ tát Quán Thế Âm, Bồ tát Đại Thế Chí, Bồ tát Văn Thù, Bồ tát Phổ Hiền, Bồ tát Di Lặc. Ở mỗi khoảng sân, góc vườn, hồ sen, ao cá... đều được Hòa thượng viện chủ đặt tên của từng vị Bồ tát, Thánh Tăng có danh hiệu trong kinh Pháp Hoa. Hàng tháng, nơi đây có hai ngày chủ nhật dành cho Phật tử Đạo tràng Pháp Hoa chuyên tu.

## Xá lợi
Ngày 27/5/2000, Thượng tọa Thích Giác Hoằng đã phát tâm hỷ cúng cho chùa 3 viên Xá lợi của đức Bổn sư và hai vị Thánh Tăng Mục Kiền Liên, Xá Lợi Phất. Đặc biệt, ở sân trước chùa có tôn trí pho tượng Bồ tát Quán Thế Âm cao 12m (tượng cao 8m, đài cao 4m) bằng đá hoa cương nguyên khối nặng 60 tấn do Hòa thượng Thích Tịnh Từ, viện chủ chùa Kim Sơn (Mỹ) cúng dường năm 2003.

## Lễ hội
Hằng năm, vào dịp Đại lễ Phật đản, Ban Đại diện Phật giáo Quận 2 chọn chùa là nơi hành lễ tập trung cho hằng trăm Tăng Ni và hàng ngàn Phật tử tham dự. Vào những ngày thuyết giảng của Hòa thượng viện chủ Thích Trí Quảng luôn có nhiều Tăng Ni và hàng ngàn Phật tử đến tu học. Chùa đã có kế hoạch kiến thiết ngôi chùa hiện nay thành một ngôi đại tự bậc nhất Việt Nam.
Ngôi chùa ngày nay thường xuyên đón tiếp nhiều đoàn khách du lịch trong nước, nước ngoài đến chiêm bái.